# Sainte-Orse
Sainte-Orse település Franciaországban, Dordogne megyében. Lakosainak száma 349 fő (2022. január 1.). Sainte-Orse Tourtoirac, Hautefort, Temple-Laguyon, Granges-d’Ans, Saint-Rabier, Azerat, Ajat, Gabillou és Chourgnac községekkel határos.

## Népesség
A település népessége az elmúlt években az alábbi módon változott:
| Lakosok száma | 486  | 404  | 372  | 366  | 380  | 362  | 358  | 353  | 351  | 349  |
|               | 1968 | 1982 | 1990 | 2006 | 2013 | 2015 | 2017 | 2019 | 2020 | 2022 |